# Руандійська федерація футболу
Руанді́йська федера́ція футбо́лу (FERWAFA, фр. La Fédération Rwandaise de Football Association) — організація по управлінню та адмініструванню футбольних заходів у Руанді. Організовує управління національною збірною країни, проводить такі змагання, як чемпіонат Руанди та національний кубок. Заснована у 1972 році з розташуванням у столиці країни Кігалі. Федерація футболу Руанди є членом КАФ з 1976 року та членом ФІФА з 1978 року.